# Osmoxylon sessiliflorum
Osmoxylon sessiliflorum är en araliaväxtart som först beskrevs av Carl Adolf Georg Lauterbach och Hermann Harms, och fick sitt nu gällande namn av William Raymond Philipson. Osmoxylon sessiliflorum ingår i släktet Osmoxylon och familjen Araliaceae. Inga underarter finns listade.